# Spyros Samaras

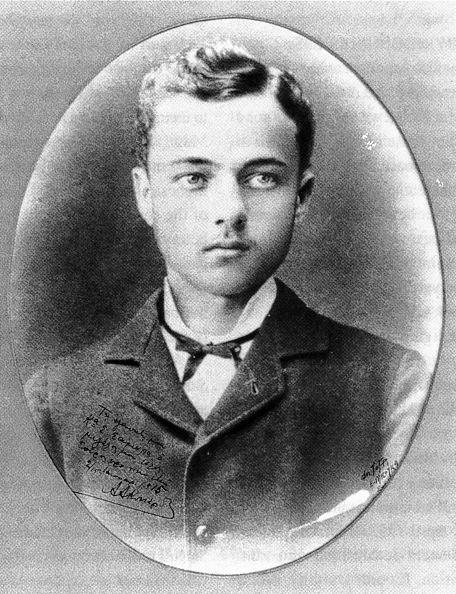
Spyros Samaras im Alter von etwa 16 Jahren

Spyros Samaras (eigentlich Spyridon-Filiskos Samaras, griechisch Σπυρίδων Φιλίσκος Σαμάρας, in Italien und Deutschland auch Spiro Samara; * 29. November 1861 auf Korfu; † 7. April 1917 in Athen) war ein griechischer Komponist und Schöpfer der Olympischen Hymne. Als Komponist der jüngeren Ionischen Schule war er unter seinen griechischen Zeitgenossen der international bekannteste und der erste mit einer bedeutenden Karriere im Ausland.

## Leben
Samaras wuchs als Sohn des griechischen Sub-Konsuls Scarlatos Samaras und der Fanny geb. Courtenay (wahrscheinlich englischer Herkunft) auf. Neuerliche Erkenntnisse lassen vermuten, er sei der illegitime Sohn des Komponisten Spyridon Xyndas. Nach dem Tod von Scarlatos Samaras, der gegen die musikalischen Ambitionen des Sohnes war, wurde Xyndas sein erster Musiklehrer, der ihn auch darin unterstützte, sich am neu gegründeten Athener Konservatorium einzuschreiben. Er studierte dort u. a. bei Frederikos Voloninis senior (Violine), Angelo Mascheroni und hauptsächlich Enrico Stancapiano (Theorie, Orchestration). Die meisten Werke aus dieser Zeit sind verschollen, dazu gehören eine Fantasia zu Petrellas Oper La Contessa d'Amalfi, eine Serenade, der griechischen Königin Olga gewidmet, Melancholische Gedanken zum Tod Käptain Vourvakhis, Jugend (Walzer), alles Klavierwerke. Außerdem steuerte er einige Lieder zu dem Komidyllio Torpille (Τορπίλλαι, „Torpedos“, 1879) von Iosif Kesari bei. Aus weiteren Quellen erfährt man von Plänen zu einer ersten Oper, einer Symphonie und einer Violinsonate.
Von 1882 bis 1885 studierte er bei Léo Delibes am Pariser Conservatoire, später auch bei Jules Massenet. Während er als Zweiter Geiger eines Orchesters spielte, das in Opernhäusern spielte, bewegte er sich in Pariser Salons, wo er von einigen aristokratischen Mitgliedern der Gesellschaft protegiert wurde und Freundschaft mit anderen Auslandsgriechen wie dem Dichter Demetrius Vikelas und dem Bariton Periklis Avarandinos pflegte. Sein Pariser Schaffen lässt sich nur aus einigen erhaltenen gedruckten Werken nachvollziehen, darunter Scènes Orientales für Klavier zu vier Händen (1883), Chitarrata für Mandolinen, Gitarren, Flöten, Oboen, Violoncelli und Kontrabässe (1885) sowie einige weitere Klavierkompositionen und Lieder.
Obwohl einige schriftliche Zeugnisse seiner Lehrer und Zeitgenossen zu Samaras’ außerordentlichem musikalischen Talent erhalten sind, begab sich dieser 1885 nach Mailand. Die Veröffentlichung der Scènes Orientales und einiger Romanzen für Klavier bei Ricordi könnte zu diesem Entschluss beigetragen haben, dennoch war es Ricordis Konkurrent Edoardo Sonzogno, der ihn für die nächsten Jahrzehnte an sein Verlagshaus Sonzogno in Mailand band, wo auch die meisten seiner Werke erschienen. Als Opernkomponist erarbeitete sich Samaras in Italien hohes Ansehen, wie die Spielpläne der Zeit und die Korrespondenz mit Zeitgenossen wie Puccini, Mascagni oder Giordano belegen. Die Werke wurden nicht nur in ganz Italien, sondern auch in Frankreich und Deutschland sehr erfolgreich aufgeführt.
Den Kontakt mit Griechenland hielt Samaras in dieser Zeit aufrecht, seine Werke wurden in Athen und anderen Städten auf Griechisch nachgespielt. Fotografien dokumentieren außerdem seinen engen Kontakt zum griechischen Königshaus. 1896 ließ sich Samaras wieder in Athen nieder, brachte seine letzten vollendeten Opern aber weiter in Italien und Deutschland (La biondinetta, Gotha 1906) heraus.
Möglicherweise Georg I. versuchte, ihn für eine Stelle am Athener Konservatorium (Odeion) zu vermitteln, was aber offensichtlich am großen Einfluss des dortigen, an der deutschen Romantik orientierten Direktors Georgios Nazos scheiterte. Der Erste Weltkrieg schnitt Samaras von den westeuropäischen Musikzentren ab, aber auch in Griechenland konnte er angesichts der Gegnerschaft Nazos’ und dem Aufstieg Manolis Kalomiris’ keine nennenswerte Achtung mehr erlangen, er lebte von der Komposition dreiaktiger, oft national orientierter Operetten, von denen noch drei am städtischen Athener Theater herauskamen. Als Spyros Samaras am 25. März 1917 in Athen starb, war von einer letzten Oper La Tigra auf ein Libretto von Renato Simoni nur der erste Akt vollendet.

## Künstlerisches Schaffen
Als Vertreter der italienischen Spätromantik wurde Samaras vor allem mit den Komponisten des musikalischen Verismo in Zusammenhang gebracht, aus musikwissenschaftlicher Sicht ist jedoch La martire (1894) die einzige seiner 15 Opern, deren Sujet tatsächlich eine naturalistische Schilderung impliziert. Dennoch scheint sein Stil wesentlichen Einfluss auf die Veristen, vor allem aber auf den jungen Puccini gehabt zu haben, dessen Karriere in den 1890er Jahren gerade erst begann und der Samaras nachgewiesenermaßen persönlich gut kannte und auch die Librettisten Ferdinando Fontana und Luigi Illica mit ihm teilte.
Samaras galt als einfallsreicher Melodiker: Die berühmte Arie Ridi, Pagliaccio aus Leoncavallos Pagliacci (1892) soll eine Kopie einer Arie aus Samaras’ verschollener Oper Lionella von 1891 gewesen sein, die Samaras jenem für seinen Einakter „schenkte“. Als Spätromantiker arbeitete er mit symphonischen Großformen und benutzte wie Puccini in freier Form Leit- und Erinnerungsmotive, wie sie Richard Wagner für die Bühne entwickelt hatte.
Samaras’ heute bekanntestes Werk ist die Olympische Hymne, die er für die ersten Olympischen Spiele der Neuzeit auf einen Text von Kostis Palamas in Athen komponierte. Diese Hymne ist seit 1958 die offizielle Hymne der Olympischen Spiele.
Ein großer Teil seines Werks ging 1943 bei Bombenangriffen der Alliierten auf das Verlagsgebäude Sonzogno in Mailand sowie auf den Verlag Kahnt in Leipzig verloren. Samaras Witwe, die Pianistin Anna Antonopoulos, verschiffte die bei ihr verbliebenen Noten in den 1960er Jahren nach Mailand zu Sonzogno. Erst zögernd wurden zum Ende des 20. Jahrhunderts in französischen und griechischen Bibliotheken wieder Werke von ihm entdeckt. Einige seiner Lieder wurden in Griechenland sehr populär und sind auf Schallplatten namhafter griechischer Sänger posthum veröffentlicht worden.

## Werke (Auswahl)

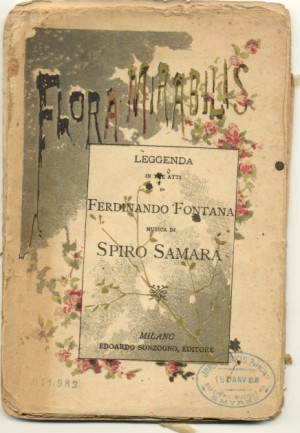
Titelblatt zu Flora mirabilis, Mailand 1887

### Opern
- Flora mirabilis, Libretto Ferdinando Fontana, 1886 Teatro alla Scala, Mailand
- Medge, Libretto Ferdinando Fontana, 1888 Teatro Constanzi, Rom
- La Martire, Libretto Luigi Illica, 1894 Teatro Lirico Internazionale, Mailand
- La furia domata, Libretto E. A. Butti und G. Macchi nach Shakespeare’s The Taming of the Shrew, 1895 Teatro Lirico Internazionale, Mailand
- Storia d’amore o La biondinetta, Libretto Paul Milliet, 1903 Teatro Lirico Internazionale, Mailand
- Mademoiselle de Belle-Isle Libretto Paul Milliet, 1905 Teatro Politeama, Genua
- Rhea, Libretto Paul Milliet, 1908 Teatro Verdi, Florenz
  - N.B. La Martire, La biondinetta, und Rhea wurden auf CD aufgezeichnet (Label: Lyra)

### Operetten
- Polemos en Polemo (Πόλεμος ἐν πολέμῳ, „Krieg im Krieg“, Libretto Georgios Tsokopoulos und Iannis Delikaterinis, Athen 1914)
- Pringipissa tis Sasonos (Πριγκίπισσα τῆς Σασῶνος, „Prinzessin von Sazan“, Libretto Nikolaos Laskaris und Polyvios Dimitrakopoulos, Athen 1915)
- Kritikopoula (Κρητικοπούλα, „Das kretische Mädchen“, Libretto Laskaris und Dimitrakopoulos, Athen 1916)

### Klaviermusik
- Scènes Orientales, Quatre Suites caractéristiques für Klavier zu vier Händen, 1882 Paris
- Bohémienne, 1888